# Divajeu
Divajeu este o comună în departamentul Drôme din sud-estul Franței. În 2009 avea o populație de 608 de locuitori.

## Evoluția populației
| An        | 1975 | 1982 | 1990 | 1999 | 2006 | 2009 |
| --------- | ---- | ---- | ---- | ---- | ---- | ---- |
| Populație | 341  | 354  | 400  | 544  | 564  | 608  |